# Peter Abir Antonisamy
Peter Abir Antonisamy (ur. 14 października 1951 w Sathipattu) – indyjski duchowny rzymskokatolicki, od 2014 biskup Sultanpet.

## Życiorys
Święcenia kapłańskie przyjął 1 maja 1979 i został inkardynowany do archidiecezji Pondicherry i Cuddalore. Był m.in. sekretarzem arcybiskupim, wykładowcą seminarium oraz dyrektorem kilku archidiecezjalnych instytutów formacyjnych.
28 grudnia 2013 otrzymał nominację na biskupa nowo powstałej diecezji Sultanpet. Święceń biskupich udzielił mu 16 lutego 2014 abp Salvatore Pennacchio.